# Hamuta
Der Hamuta ist ein Fluss im Norden der Insel Tahiti in Französisch-Polynesien.

## Geographie
Der Fluss entspringt im Zentrum der Insel in einer engen Schlucht auf der Nordseite des Mont Orohena (Pirae) und fließt nach Nordwesten, wo er der Residence Hamuta und dem Stade Hamuta in Papeete seinen Namen gibt. Bei Residence Hamuta tritt er in die Küstenebene ein, durchquert die Gemeinde Pirae, wo er auch die Anlage der Gemeindeverwaltung (Mairie de Pirae, ⊙) passiert und bei Aora'i Tini Hau in den Pazifik mündet. Die Mündung liegt nicht einmal 200 m östlich der Mündung des Fautaua (Fluss). Weiter östlich schließt sich das Einzugsgebiet des Nahoata an.